# Landssorg
Landssorg är i strikt mening tillståndet i ett land efter en officiell förklaring av dess statschef eller regering att landet har sorg, vanligen med anledning av dödsfall av en framstående person i offentligheten eller en nationell katastrof. I samband med utfärdandet bestäms antalet sorgedagar. I mer vardagligt tal har landssorg en mer ospecifik betydelse.
Sverige saknar juridiskt ramverk för landssorg, och begreppet används med en informell innebörd för svenska förhållanden. Av hävd finns i stället kungssorg, när en medlem av kungafamiljen avlider. I fall som Nathan Söderbloms eller Dag Hammarskjölds död, mordet på Olof Palme, Estoniakatastrofen eller mordet på Anna Lindh hade regeringen formellt inte möjlighet att utlysa landssorg; i sådana fall har statsministern rekommenderat flaggning på halv stång och för politiker i tjänst en tyst minut i riksdagen.
I många andra länder är landssorg utlyst av regeringen, som den tre dagars långa landssorgen i Pakistan efter mordet på Benazir Bhutto. När ärkebiskop Christodoulos, ledaren för Greklands autocefala kyrka, gick bort i januari 2008 utlyste Greklands regering en fyra dagar lång landssorg, till och med dagen för begravningen. Landssorgen innefattade flaggning på halv stång på alla offentliga byggnader, statsbegravning, samt att skolor och andra samhällsinrättningar skulle hålla stängt under dagen för begravningen. Även Portugal utlyste en tre dagars landssorg i samband med den allvarliga skogsbranden i juni 2017. I september 2022 utlyste Storbritannien tio dagars landssorg efter drottning Elizabeth II:s bortgång.